# Laclede (Missouri)
Laclede – miasto w Stanach Zjednoczonych, w stanie Missouri, w hrabstwie Linn.